# Mårdnästjärnen
Mårdnästjärnen är en sjö i Bollnäs kommun i Hälsingland och ingår i Ljusnans huvudavrinningsområde. Sjön har en area på 0,22 kvadratkilometer och ligger 45,9 meter över havet.

## Delavrinningsområde
Mårdnästjärnen ingår i det delavrinningsområde (679356-154428) som SMHI kallar för Mynnar i Bergviken. Medelhöjden är 60 meter över havet och ytan är 1,55 kvadratkilometer. Det finns inga avrinningsområden uppströms utan avrinningsområdet är högsta punkten. Vattendraget som avvattnar avrinningsområdet har biflödesordning 2, vilket innebär att vattnet flödar genom totalt 2 vattendrag innan det når havet efter 31 kilometer. Avrinningsområdet består mestadels av skog (64 procent). Avrinningsområdet har 0,21 kvadratkilometer vattenytor vilket ger det en sjöprocent på 13,8 procent.